# داتوک وان عارفین
داتوک وان عارفین (به انگلیسی: Datuk Wan Ariffin) (زاده ۱۹۶۱) بازرگان، کارآفرین و مدیر ارشد اجرایی مالزیایی است، که اکنون به‌عنوان مدیر عامل اجرایی شرکت پتروناس فعالیت می‌نماید.